# Soedan (regio)

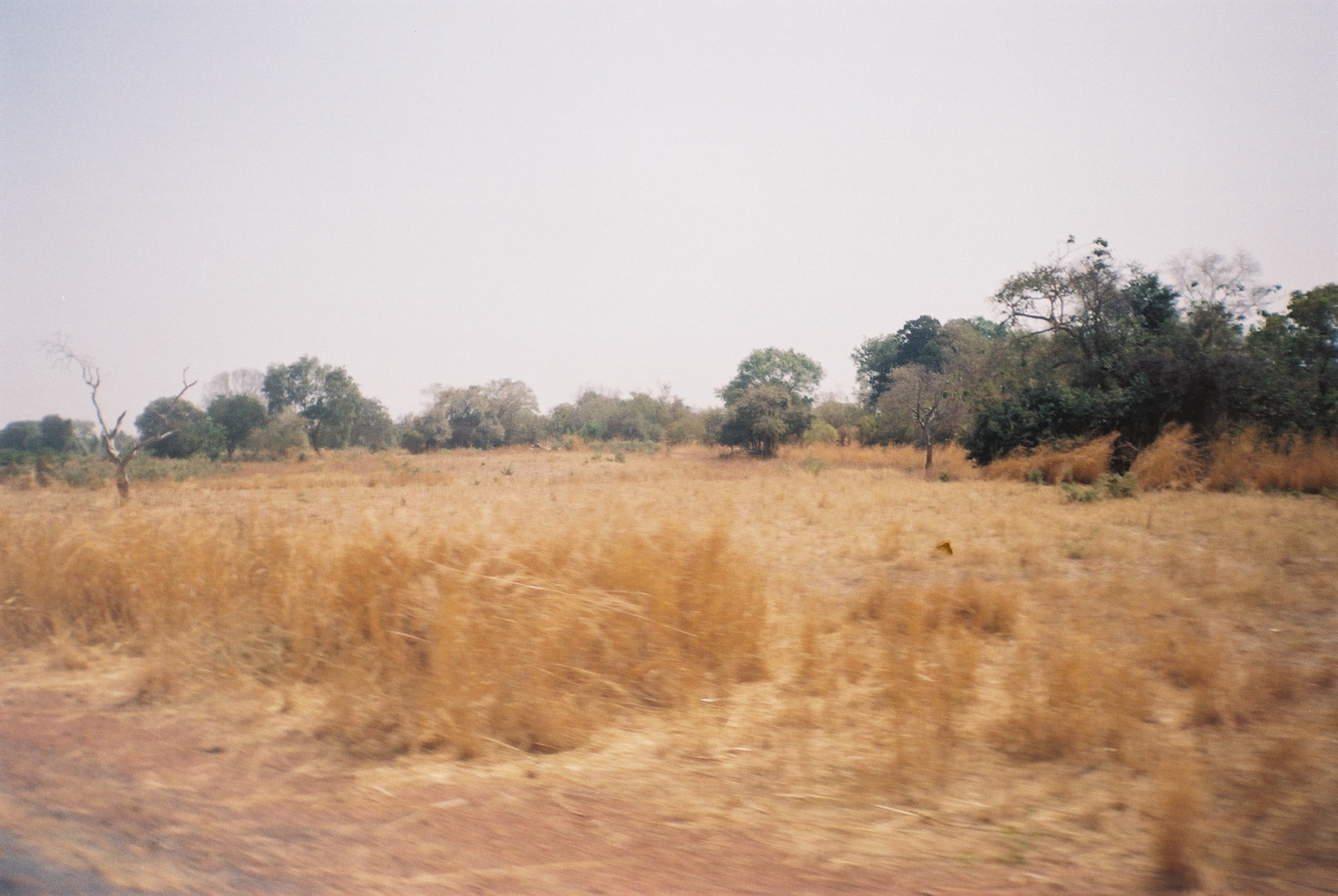
Savannegebied in noordelijk Gambia, een typisch landschap in de Soedan

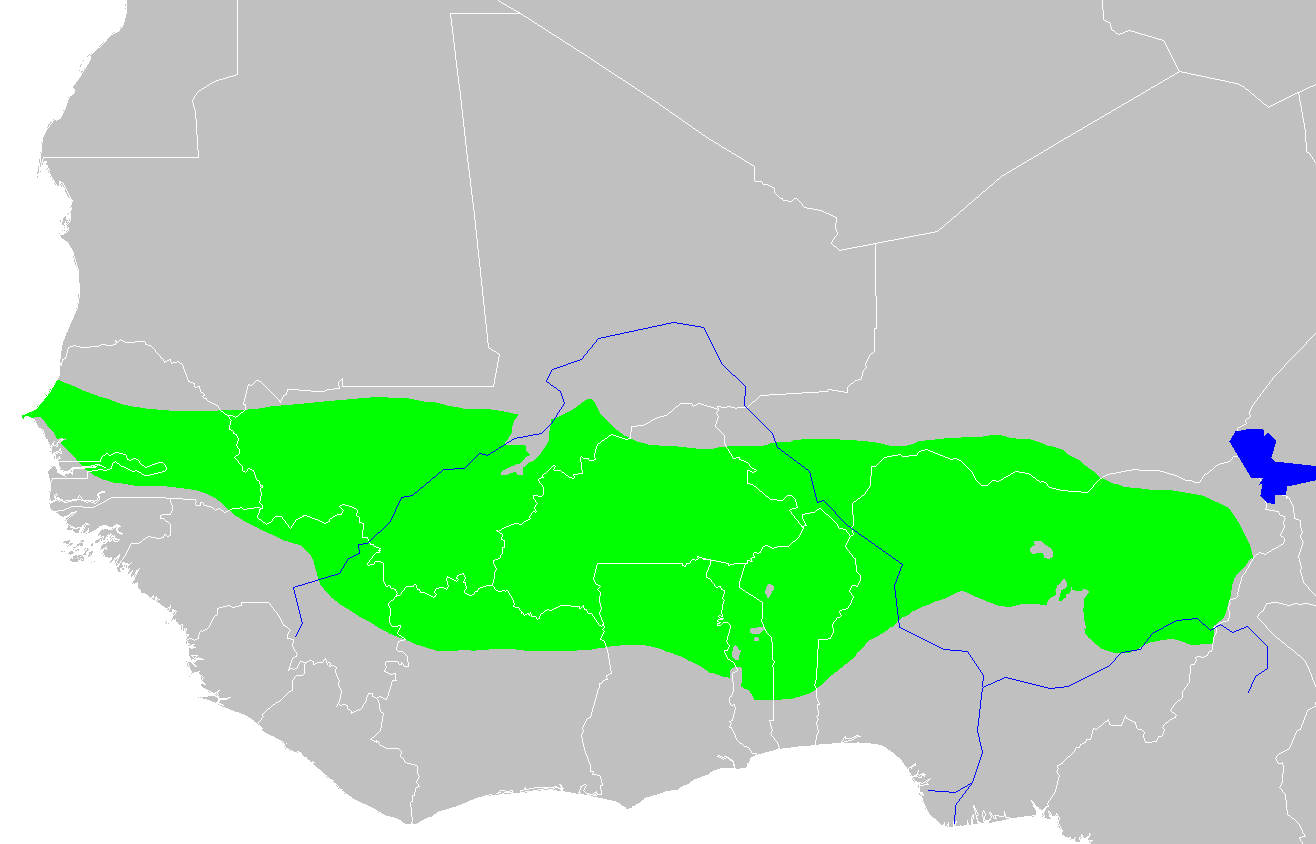
Westelijke Soedanese savanne

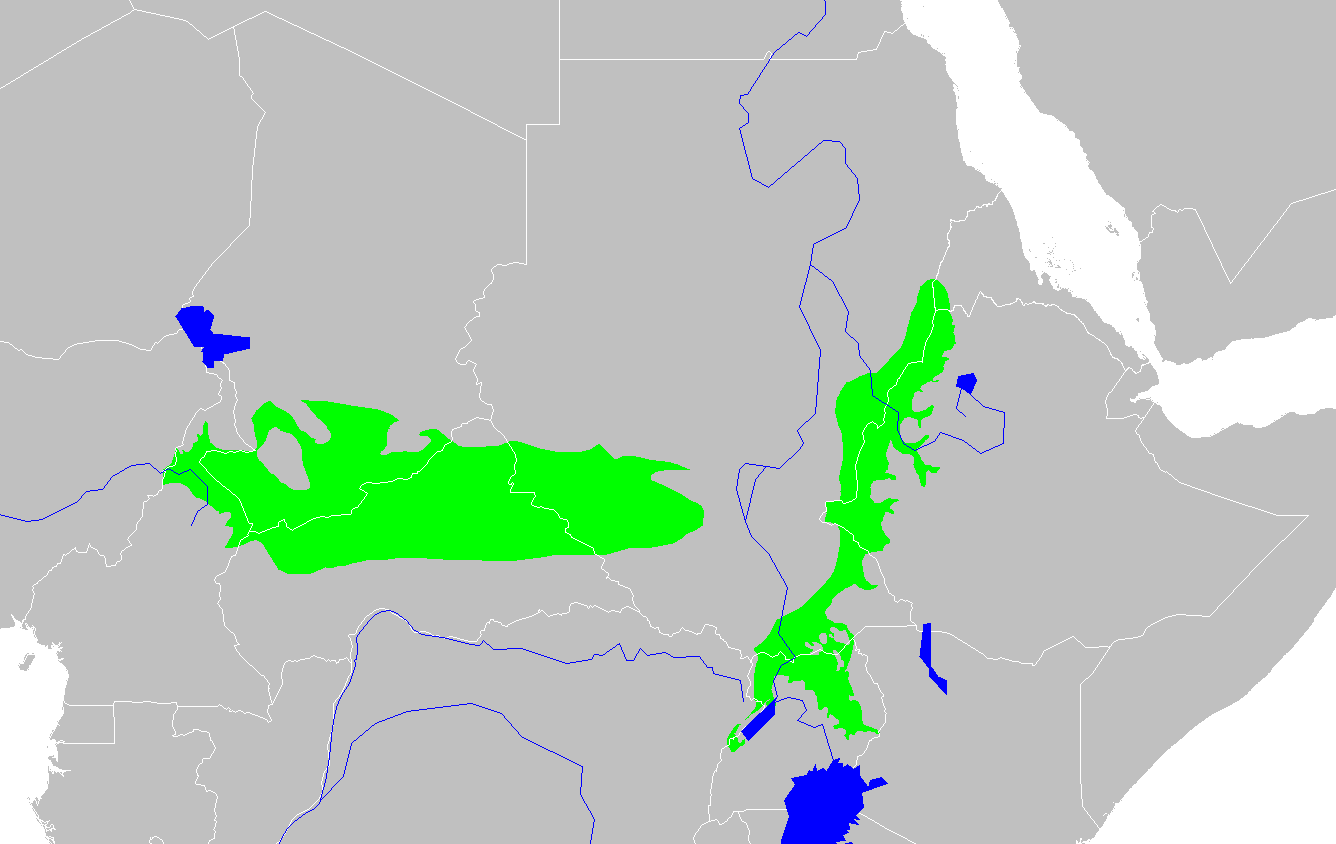
Oostelijke Soedanese savanne

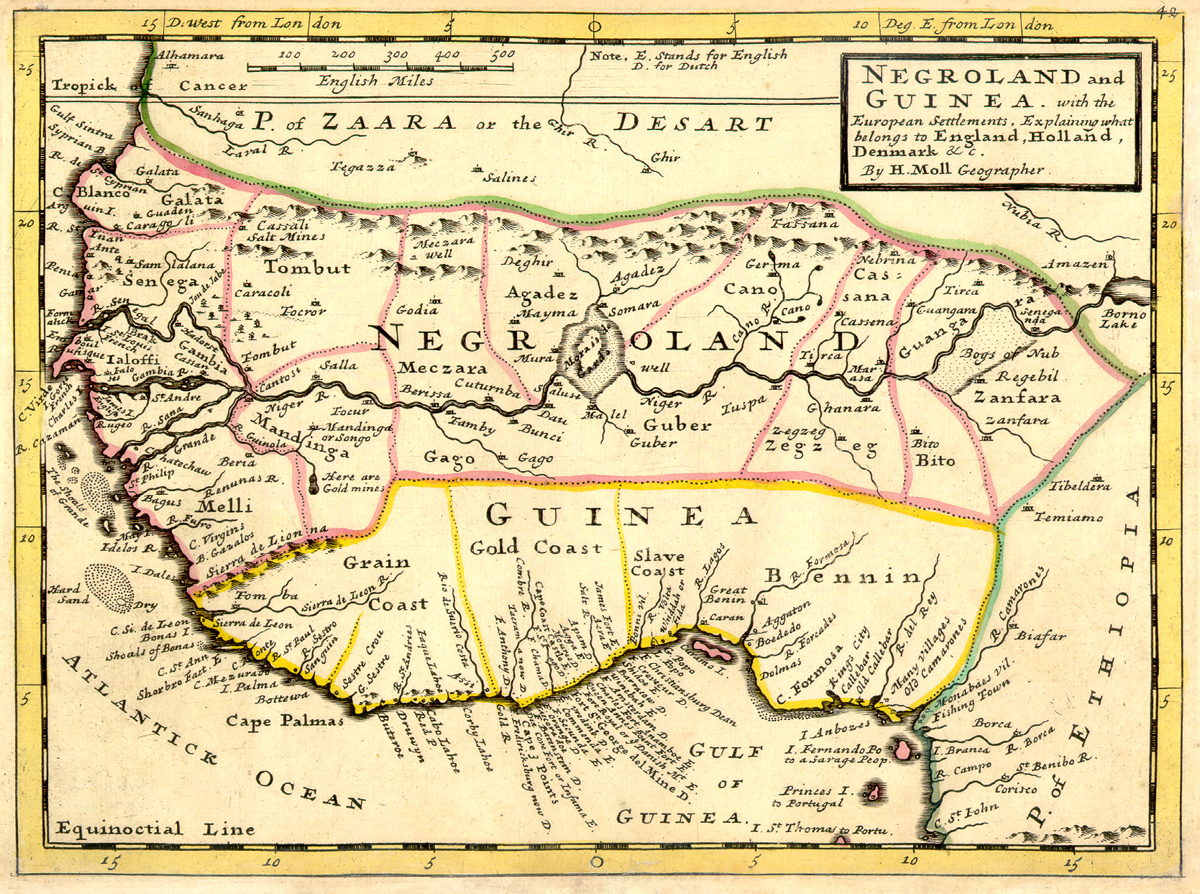
Bilad al-Sudan vertaald als "Negroland" op een kaart uit de achttiende eeuw

De Soedan (Arabisch بلاد السودان bilâd as-sûdân; "land van de zwarten") is een geografische regio in het noorden van Afrika.
De Soedan strekt zich uit van Mali (voormalig Frans Soedan) en Senegal in het westen tot aan het Ethiopisch Hoogland in het oosten. In enge zin ligt de Soedan tussen de Sahel in het noorden en het vochtige, tropische kustgebied in het zuiden. De overheersende vegetatie in deze regio is de Soedanese savanne. In deze definitie is de Soedan is het savannegebied dat de overgang vormt tussen de Sahel in het noorden en het tropisch regenwoud in het zuiden.
In ruime zin beslaat de Soedan zowel dit vermelde savannegebied als de Sahel zelf. In dit geval wordt de Soedan in het noorden begrensd door de Sahara en vormt de Sahel het meest noordelijke deel van de Soedan.
De regio (in enge zin) wordt gekenmerkt door een savanneklimaat (in het zuiden) en een warm steppeklimaat (in het noorden), bij de overgang naar de Sahel. De Sahel zelf kent een warm woestijnklimaat.
De Soedan is verdeeld in drie deelgebieden die door bergruggen zijn gescheiden: het West-Sahara bekken dat door de Niger en de Sénégal wordt afgewaterd, het bekken van de Witte Nijl in het oosten en het Tsjaad-bekken in het midden met de rivier de Logone.

## Geschiedenis van de term Soedan
Historisch verwees Sudan alleen naar de westelijke helft van de regio, waarbij het Bilad al-Sudan tussen de ruime Sahara en het kustgebied "Guinea" lag. In 1890 werd de naam Soudan gebruikt door de Fransen om hun koloniale gebieden in de regio te benoemen (Frans-Soedan). Negen jaar vestigden Groot-Brittannië en Egypte een condominium ten westen van deze "Soedan", dat zij Anglo-Egyptisch Soedan noemden; dit viel niet samen met de eigenlijke regio Soedan, maar werd er wel naar vernoemd. De benaming 'Anglo-Egyptisch' diende om een onderscheid te maken met het Franse Soudan. Het Franse Soedan kreeg in 1904 de nieuwe naam "Opper-Senegal en Niger". Dit vormde de voorafname van de splitsing van het gebied in verschillende (later onafhankelijke) landen, waarvan geen enkele de naam Soedan zou dragen. Het Engelse Soedan in het oosten behield de naam wel bij de onafhankelijkheid, waardoor dit, samen met het latere Zuid-Soedan, het enige land in de ruime regio is die de naam Soedan draagt.

## Landen
Volgende landsdelen behoren tot de Soedan (in enge zin):
- Gambia
- het zuid(oost)en van Senegal
- het zuidwesten van Mali
- het grootste deel van Burkina Faso (behalve het uiterste noorden)
- de noordelijke helft van Ghana, Togo, Benin en Nigeria
- het uiterste zuiden van Niger
- het zuiden van Tsjaad
- de noordelijke helft van de Centraal Afrikaanse Republiek
- het zuiden en zuidoosten van Soedan
- grote delen van Zuid-Soedan

## Soedantalen
In de eerste helft van de 20e eeuw (tot de jaren 50) werd gesproken van de Soedantalen, een verzamelbegrip voor ruim 500 talen in dit gebied. Deze benaming wordt sindsdien echter als achterhaald beschouwd, daar er geen echte verwantschap tussen deze talen bestaat. Sindsdien wordt (de) Soedan enkel nog als geografisch begrip gebruikt.